# Peritonejska dijaliza
Peritonejska dijaliza je jedna od metoda odstranjivanja otpadnih metaboličkih produkata iz organizma u slučaju zatajenja bubrega. Ovu metodu dijalize koristi oko 11% bolesnika sa zatajenjem bubrega, dok ostali koriste hemodijalizu.
Ovaj oblik dijalize koristi peritoneum kao filter. U peritonejskoj dijalizi se putem mekanog katetera ubaci u trbušnu šupljinu otopina za dijalizu, tzv. dijalizat. Mekana silikonska cijevčica (kateter) laporaskopski se postavlja u trbušnu šupljinu, a posebne otopine prilagođene za peritonealnu dijalizu bolesnik sam ubrizga putem sterilnih sustava dvostrukih vrećica s konektorom za kateter. Otpadne tvari i tekućine iz krvi prolaze kroz dijalizat i peritonealnu membranu, koja ih odstranjuje. Peritonealna membrana ima istu funkciju kao i membrana na aparatu za hemodijalizu. Ona zadržava u organizmu sve korisne tvari, a izbacuje van sve otrovne tvari i višak tekućine.
Za razliku od hemodijalize, ova vrsta dijalize se može obavljati samostalno i u kući.

## Vrste
Postoje dvije peritonejske dijalize:
- Kontinuirana ili kronična ambulantna peritonejska dijaliza (CAPD), obavlja se nekoliko puta tijekom dana
- Automatska peritonejska dijaliza (APD), obavlja se kontinuirano tijekom noći